# Philipp Benz
Philipp Benz (* 13. März 1912 in Arheilgen; † 13. November 2011 ebenda) war ein deutscher Politiker, Gewerkschafter und Verbandsfunktionär und Widerstandskämpfer gegen den Nationalsozialismus.

## Biografie
Philipp Benz wurde in einer Arbeiterfamilie in Arheilgen bei Darmstadt geboren. 1930 wurde er, nach Abschluss der Volksschule und seiner anschließenden Ausbildung als Maurer, Mitglied bei der Baugewerkschaft sowie der Sozialistischen Arbeiter-Jugend (SAJ). Später wurde er Mitglied der Kommunistischen Jugendverband Deutschland (KJVD) und KPD.
1933, nachdem die Nationalsozialisten die KJVD und andere Organisationen verboten hatten, wurde Benz verhaftet und im Konzentrationslager Osthofen inhaftiert. Um der Haft zu entgehen, wurde er Mitarbeiter der ABB und als Ingenieur Zeuge der NS-Verbrechen in Konzentrationslagern und Rüstungsbetrieben.
Nach dem Krieg gründete er gemeinsam mit anderen die gemeinnützige Baugenossenschaft Darmstadt und war im Stadtrat in Darmstadt aktiv. In den 1970er-Jahren initiierte der die Gedenkstätte Osthofen und die Lagergemeinschaft ehemaliger Häftlinge des Konzentrationslagers Osthofen und wurde auch Mitgründer des Fördervereins „Projekt Osthofen e.V.“. Später war er Vorsitzender der SG Arheilgen.
Er heiratete Christine Heisch aus Burghausen, Tochter des Jakob Heisch. Gemeinsam hatten sie einen Sohn. Philipp Benz verstarb im November 2011.

## Auszeichnungen
- 1973 – Silberne Verdienstplakette der Stadt Darmstadt
- 2007 – Verdienstkreuz des Landes Rheinland-Pfalz

## Rezeption
Ministerpräsident Kurt Beck sagte über Benz:
„Phillip Benz war ein Zeitzeuge, der den Schrecken der NS-Herrschaft hautnah erfahren musste und trotz Repressalien und physischer und psychischer Gewalt seine Überzeugungen nicht aufgab.“

„Wir betrauern mit Phillip Benz einen aufrechten Bürger, der sich unermüdlich gegen das Vergessen der schrecklichen Diktatur des Nationalsozialismus eingesetzt hat.“